# 화송옥수운수
화송옥수운수(華松玉水運輸)는 서울특별시 성동구의 마을버스 회사이다. 본사는 서울특별시 성동구 독서당로 187, 213호 (옥수동, 옥수극동종합상가)에 있다.

## 연혁
- 1995년 11월 20일: 서울특별시 광진구 화양동에서 화송운수(華松運輸)라는 상호로 회사 설립
- 2007년 6월 28일: 서울특별시 성동구 송정동으로 본사 이전.
- 2009년: 당시 같은 계열사였던 옥수운수를 흡수합병하여 상호명을 화송옥수운수 주식회사로 변경.
- 2019년 6월 13일: 본점 주소를 서울특별시 성동구 송정동에서 옥수동으로 이전.
- 2019년 7월 1일: 경성운수에서 운행하던 성동13번 마을버스를 양수.
- 2019년 9월 2일: 성동10번, 성동13번 운행을 담당하는 성수운수 주식회사를 분할.

## 보유노선
- ● 성동09번: 옥수동극동아파트 5동 ↔ 옥수역(구 성동마을 10번)
- ● 성동12번: 약수시장 ↔ 옥수역

## 이전 운행 노선
- ● 성동10번: 송정동현대아이파크 ↔ 성수역(구 성동마을 6번)
- ● 성동13번: 옥수역 ↔ 성수역

## 보유차종
CRRC 중국중차 그린웨이 720과 현대 뉴 카운티로 구성되어 있다.